# Santa Cruz (concelho de Cabo Verde)
| Santa Cruz Concelho da Santa Cruz     |                        |
| \| \| \| \| (Bandeira) \| (Brasão) \| |                        |
| Localização de Santa Cruz             |                        |
| Gentílico                             |                        |
| Ilha                                  | Santiago               |
| Sede                                  | Cidade de Pedra Badejo |
| Freguesias                            | Santiago Maior         |
| Área                                  | 109,8 km²              |
| População                             | 26617                  |
| Dia do Município                      | 25 de Julho            |
| Cód. CGN-CV                           | 73 ?                   |
| Cód. ISO                              | CV-CR ?                |
| Website                               | http://www.cmscz.cv/   |
| Bandeira de Santa Cruz                | Brasão de Santa Cruz   |
| (Bandeira)                            | (Brasão)               |

Santa Cruz é um concelho/município, da ilha de Santiago, no grupo de Sotavento, em Cabo Verde, com 26617 habitantes. O concelho tem uma superfície de 109,8km² e 60% dos habitantes possuem menos de 20 anos de idade. A sede do conselho é a Cidade de Pedra Badejo.
Santa Cruz é a terra natal de Orlando Pantera, Catchás, Nha Nácia Gomes, Elida Almeida, Thairo Costa nomes mais sonantes da música da ilha de Santiago.

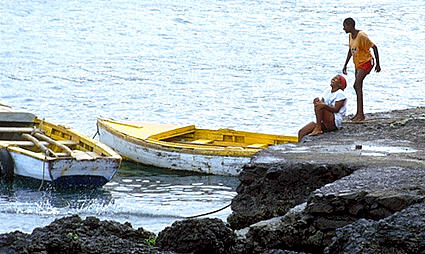
Pedra Badejo - Santa Cruz.

O feriado municipal é no dia 25 de Julho, data que coincide com a celebração de São Tiago, quando se realiza a grande Festival da Praia de Areia Grande.
Desde 2000, o município de Santa Cruz é governado pelo Partido Africano para a Independência de Cabo Verde.

## Economia
Cerca de 1/3 da população activa de Santa Cruz dedica-se à agricultura, à criação de animais e à silvicultura. O comércio, a construção civil e a administração pública têm uma importância secundária. A precariedade da ocupação é uma realidade para cerca de 47% da população. O turismo está a dar os primeiros passos e é grandemente facilitado pela proximidade da cidade da Praia. Um grupo alemão prevê construir uma marina, junto ao antigo porto de Pedra Badejo.

## História
Foi criado em 1971, quando duas freguesias do antigo Concelho de Santa Catarina foram separadas para formar o Concelho de Santa Cruz. Em 2005, uma freguesia a sul foi separada para constituir o Concelho de São Lourenço dos Órgãos.

## Demografia
A maioria dos habitantes do concelho vive em áreas rurais, encontrando-se extensas plantações de bananeiras, papaieiras e coqueiros, demostrando a fertilidade do solo quando a água é abundante. No entanto, as duras condições de vida têm levado grande parte da população de Santa Cruz a migrar principalmente para a cidade da Praia, mas também para as ilhas do Sal e da Boa Vista, em busca de trabalho e de melhores condições de vida. É um concelho gravemente afectado pelo desemprego e pelo analfabetismo, embora a situação tenha vindo a ser minorada. 
| População de Santa Cruz (concelho de Cabo Verde) (1940–2010) | População de Santa Cruz (concelho de Cabo Verde) (1940–2010) | População de Santa Cruz (concelho de Cabo Verde) (1940–2010) | População de Santa Cruz (concelho de Cabo Verde) (1940–2010) | População de Santa Cruz (concelho de Cabo Verde) (1940–2010) | População de Santa Cruz (concelho de Cabo Verde) (1940–2010) | População de Santa Cruz (concelho de Cabo Verde) (1940–2010) | População de Santa Cruz (concelho de Cabo Verde) (1940–2010) |
| ------------------------------------------------------------ | ------------------------------------------------------------ | ------------------------------------------------------------ | ------------------------------------------------------------ | ------------------------------------------------------------ | ------------------------------------------------------------ | ------------------------------------------------------------ | ------------------------------------------------------------ |
| 1940                                                         | 1950                                                         | 1960                                                         | 1970                                                         | 1980                                                         | 1990                                                         | 2000                                                         | 2010                                                         |
| —                                                            | —                                                            | —                                                            | —                                                            | 22995                                                        | 25892                                                        | 33015                                                        | 26617                                                        |

| Noroeste: São Miguel                                    | Norte: Oceano Atlântico |                         |
| Oeste: Santa Catarina                                   | Santa Cruz              | Leste: Oceano Atlântico |
| Sudoeste: São Salvador do Mundo São Lourenço dos Órgãos | Sul: São Domingos       |                         |

## Municípios geminados
- Sines, Portugal (desde 1993)[6]
- Aveiro, Portugal (desde 1993)[7]
- Albergaria-a-Velha (desde 2021)[8]